# Територія Невада
39°38′42″ пн. ш. 118°27′44″ зх. д. / 39.645042° пн. ш. 118.462129° зх. д.
Територія Невада (англ. Nevada Territory) — інкорпорована організована територія США, що існувала з 2 березня 1861 по 31 жовтня 1864.

## Історія
До створення ця територія була західною частиною Території Юта, відомої як «Уошо» (за племенем Уошо, що проживало тут). Якщо федеральний уряд хотів відокремити територію з політичних мотивів, то місцеве населення бажало виділення через те, що християни класичних напрямів, що проживали тут, перебували у ворожих відносинах з проживали на інших землях Території Юта мормонами.
Незважаючи на те, що поклади срібла залучали в Неваду шахтарів, ці землі не були населені настільки, щоб претендувати на статус штату, однак оскільки США потребували срібла та антирабовласницьких настроїв місцевих жителів, то на нестачу населення заплющили очі і почали готувати територію до самоврядування.
31 жовтня 1864 увійшла до складу США як штат.

## Управління
Першою столицею Території було містечко Дженоа (перший населений пункт у Неваді), проте невдовзі вона була перенесена в Карсон-Сіті, що бурхливо зростає.
Коли почалася підготовка до створення Території, то у вересні 1859 її тимчасовим губернатором був обраний Айзек Руп. Коли 2 березня 1861  Територія була створена, то президент Лінкольном призначив її губернатором Джеймса Ная, який і залишився її єдиним губернатором, ставши згодом першим губернатором штату Невада.
Першим і єдиним секретарем Території був Орайон Клеменс – старший брат Семюела Клеменса.

## Проблеми кордонів
Східний кордон Території Невада хотіли провести по 116-му меридіану, проте коли на схід від цієї лінії було виявлено золото, то делегація Території в Конгресі попросила про зсув кордону на 115-й меридіан, що й було затверджено Конгресом у 1862. Так як згодом виявлені нові поклади золота, то в 1864 кордон зрушений ще на схід, на 114-й меридіан, забравши ще частину земель від Території Юта.
Як південний кордон Території Невада визначено 37-а паралель, але в 1866 штат Невада попросив Конгрес зрушити кордон на південь до річки Колорадо. Конгрес задовольнив прохання у 1867, віддавши Неваді західний кінець Території Арізона. Арізона різко протестувала, але не знайшла великої підтримки у Конгресі, оскільки під час Громадянської війни підтримувала Конфедерацію.
Суперечка про точне проходження Невадсько-Каліфорнійського кордону між озером Тахо та точкою перетину 35-ї паралелі з річкою Колорадо тривала аж до початку XX століття.